# Komödie der Liebe

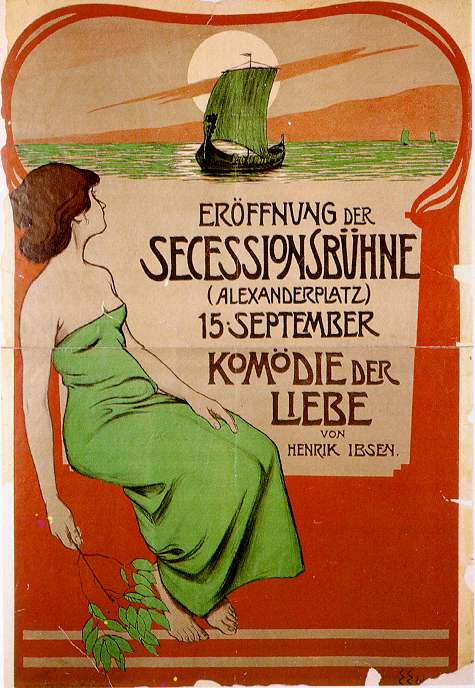
Plakat zur Berliner Aufführung 1900

Komödie der Liebe (Original Kjærlighedens Komedie) ist ein Theaterstück von Henrik Ibsen von 1862.

## Inhalt

### Personen
- Frau Halm, eine Beamtenwitwe
- Schwanhild [Svanhild] und
- Anna, ihre Töchter
- Falk, ein junger Schriftsteller, und
- Lind, Student der Theologie, ihre Zimmerherren [= Gäste]
- Goldstadt [Guldstad], Großkaufmann
- Stüber [Styver], Aktuar [Kopist]
- Fräulein Elster [Skjære], seine Braut [hans Forlovede]
- Strohmann [Straamand], Landpastor
- Frau Strohmann
- Studenten, Gäste, Familien und Brautpaare [forlovede Par]
- Die acht kleinen Mädchen des Pastors
- Vier Tanten, eine Hausmamsell [Husjomfru], ein Bursche [Oppasser], Dienstmädchen

Das Stück spielt in Frau Halms Landhaus am Drammensvej [Christiania].

### Handlung
Die Studenten Falk und Lind verbringen den Sommer im Landhaus der Witwe Halm. Falk will Dichter werden, Lind Missionar. Sie verlieben sich in deren Töchter Schwanhild und Anna. Falk legt ausführlich seine Ansichten über die Ehe dar, die seiner Meinung nach die Liebe zerstört. Der anwesende Pastor Strohmann und der Gerichtsschreiber Stüber widersprechen heftig. Falk wirbt weiter um Schwanhild. Sie soll seine Muse sein, solange die Liebe hält. Am Ende bleiben Lind und Anna als Paar, während Schwanhild das Angebot des reichen Kaufmanns Goldstadt annimmt, seine Frau zu werden, und dem unsicheren Leben einer Künstlergattin eine Absage erteilt.
Die Komödie stellt gegensätzliche Positionen zur Ehe dar, mit überzeichneten Charakteren. Dabei übt Ibsen deutliche Kritik an dem Leben und den Normvorstellungen der bürgerlichen Gesellschaft seiner Zeit.

## Werkgeschichte

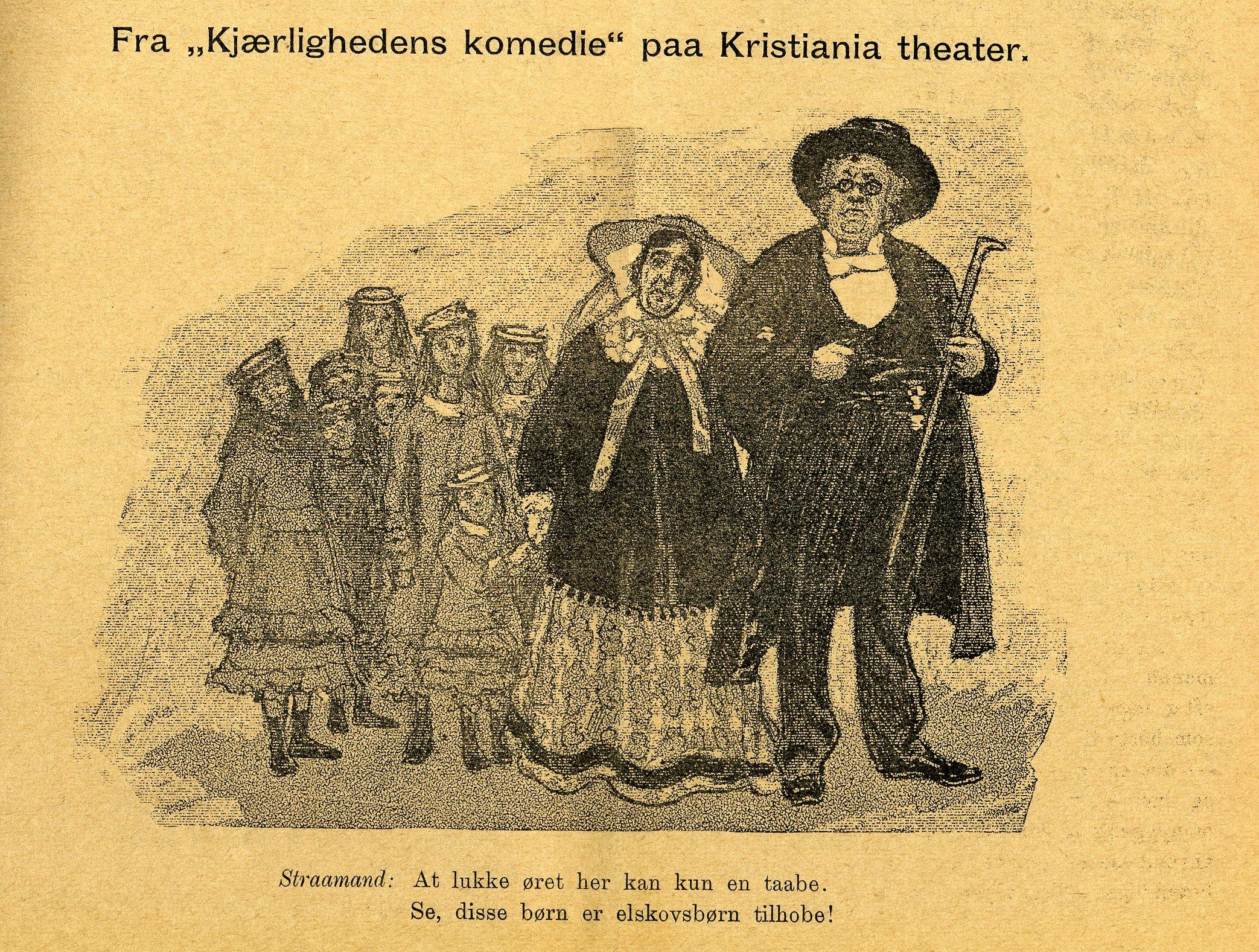
Illustration zur Komödie der Liebe in Tyrihans, 1895

Henrik Ibsen hatte 1858 seine Frau Suzannah geheiratet. 1859 verfasste er das Poem Paa viddeme (Im Hügelland), 1860 das unvollendete Prosafragment Svanhild. Nach diesen Motiven schrieb er dann das Theaterstück, in dem er seine Erfahrungen und Einsichten der ersten Ehejahre verarbeitete.
Nach dem Erscheinen 1862 kam es zu einem Sturm der Entrüstung, auch durch Vertreter der norwegischen Kirche. Das Stück galt als „unmoralisch“. Das Kristiania Norske Theater in Oslo, das er leitete, weigerte sich, es zu spielen, und ging im selben Jahr Konkurs. Enttäuscht über die Reaktionen entschied sich Ibsen daraufhin, das Land zu verlassen. 1864 siedelte er nach Rom über und lebte bis 1891 mit seiner Familie im Ausland.
Komödie der Liebe gilt heute als Ibsens erstes bedeutendes Drama. Hier wandte er sich erstmals zeitgenössischen gesellschaftlichen Themen zu. In der Rezeption wird es in der literarischen Bewertung jedoch hinter seinen Meisterwerken wie Peer Gynt und Nora eingeordnet.

## Aufführungen

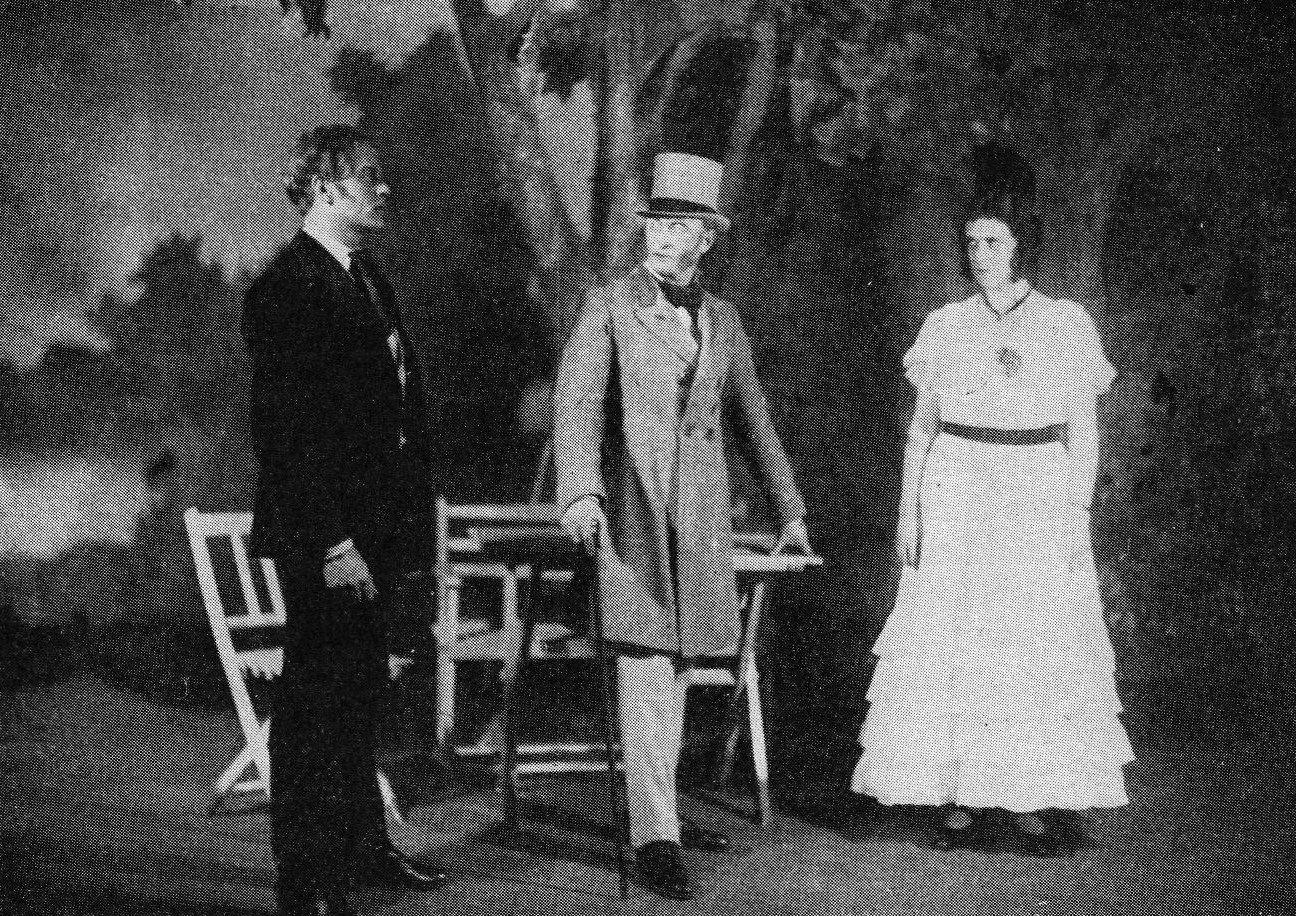
Aufführung im Centralteatret in Oslo, 1928

- 1873 Oslo, Christiana Theater, Uraufführung in Ibsens ehemaligem Theater; weitere 77 Male in den folgenden 25 Jahren
- 1897 Paris, Théâtre de l'Œvre
- 13. Juli 1900 Budapest, Gastspiel der Berliner Secessionsbühne, erstmalige Regie von Max Reinhardt, wahrscheinlich deutsche Erstaufführung[3]
- 14. Juli 1900, Wien, Theater in der Josefstadt, Gastspiel der Berliner Secessionsbühne[4]
- 15. September 1900 Berlin, Secessionsbühne, Eröffnung des neuen Theaterstandorts (siehe Plakat oben), mit einer anderen Besetzung
- 1907 Berlin, Kammerspiele am Deutschen Theater, mit Eduard von Winterstein[5]
- 1908 New York, Broadway, erste Aufführungen
- 1910 Karlsruhe, Badisches Staatstheater[6]
- 1913 Lemberg (Lwów), Teatr Miejski (Stadttheater), erste polnische Aufführung
- 1913 Düsseldorf
- 1917 Weimar, Hoftheater[7]
- 1919, 1923 Stuttgart Staatstheater[8]
- 1928 Oslo, Centralteatret
- 2012 London, erste Aufführung in der Stadt

## Textausgaben
Norwegische Originaltexte
- Kærlighedens Komedie, 1862; leicht veränderter Text 1866 Opera PDF

Deutsche Übersetzungen
- Comödie der Liebe. Comödie in drei Akten. Deutsch von M[aria] von Borch. Einzige vom Verfasser autorisierte deutsche Ausgabe. Berlin, Fischer 1889. VI (= Nordische Bibliothek, 5), 121 Seiten
- Die Komödie der Liebe. Schauspiel in drei Aufzügen. Deutsch von Philipp Schweitzer. Leipzig, Reclam, 1890. (= Universal-Bibliothek, 2700), 95 Seiten, mehrere spätere Auflagen DNB
- Die Komödie der Liebe. Komödie in drei Akten. Aus dem Norwegischen. Halle, Verlag Otto Hendel, [1896] (= Bibliothek der Gesamt-Literatur des In- und Auslandes, Band 374/375), 126 Seiten, kein Übersetzer genannt Nasjonalbiblioteket
- Komödie der Liebe. Komödie in drei Akten, übersetzt von Christian Morgenstern, in Sämtliche Werke in deutscher Sprache. Durchgesehen und eingeleitet von Georg Brandes, Julius Elias, Paul Schlenther. Band 3. Berlin, Fischer [1898] Archive, weitere Auflage 1907 Gutenberg Gutenberg

Schwedische Übersetzung
- Kärlekens komedi, komedi i tre akter. Fri öfversättning af Harald Molander. Borgå, Söderström, 1888. 157 s.

Französische Übersetzung
- La comédie de l’amour, pièce en trois actes et en vers. Traduit du norvégien par le Vicomte de Colleville et Fritz de Zepelin. Paris, A. Savine, 1896. XVI, 184 p.

Russische Übersetzungen
- Komedija ljubvi, in Sobranie sočinenij, t. 2. St. Petersburg, Izdanie I. Jurovskago, 1896. 384 S.
- Komedija ljubvi, komedija v trech dejstvijach. Perev. s datskago A. i P. Gansen, Moskva, S. Skirmunta, 1904. 142 S., übersetzt aus dem Dänischen
- Komedija ljubvi, in Polnoe sobranie sočinenij, Perevod s datsko-norvežskago A. i P. Hansen. t. 3, Moskva, S. Skirmunta, 1904. 521 S., übersetzt aus dem Dänischen und Norwegischen

Englische Übersetzungen
- Love’s comedy. Translated, with an introduction and notes, by C.H. Herford. London, Duckworth, 1900. XIX, 169 p. (= Modern plays); später auch in Chicago, Charles H. Sergel

Finnische Übersetzung
- Rakkauden komedia (1862). 3-näytöksinen komedia. Suomentanut Aarni Kouta. Porvoo, Söderström, 1905. 184 s.

Polnische Übersetzung
- Komedya miłości, w 3 aktach. Wolny przekład wierszem Kazimierza Królińskiego, Lwów 1912

## Historische Hörspiele
- 1925: Dramatischer Abend: Komödie der Liebe. Schauspiel in drei Aufzügen – Regie und Sprecher: Nicht bekannt (Sendespiel (Hörspielbearbeitung) – Deutsche Stunde in Bayern). Erstsendung: 26. Januar 1925, Livesendung ohne Aufzeichnung
- 1927: Komödie der Liebe. Komödie in drei Akten – Regie: Rudolf Rieth (Sendespiel (Hörspielbearbeitung) – Westdeutsche Rundfunk AG). – Sprecher u. a.: Clara Seldburg (Frau Hahn, eine Beamtenwitwe), Lore Skutsch (Schwanhild, Tochter), Hildegard Rhode	(Anna, Tochter), Rudolf Rieth (Falk, ein junger Schriftsteller, ihr Zimmerherr), Karl Urbach (Lind, Student der Theologie, ihr Zimmerherr) und Josef Kandner (Goldstadt, Großkaufmann). Erstsendedatum: 9. August 1927, Livesendung ohne Aufzeichnung.